# Stueng Chhay
Stueng Chhay es una comuna (khum) del distrito de Kampong Seila, en la provincia de Sihanoukville, Camboya. En marzo de 2008 tenía una población estimada de 2379 habitantes.
Se encuentra ubicada al suroeste del país, junto a los montes Cardamomo y la costa del golfo de Tailandia.